# 鲁斯兰·哈斯布拉托夫
鲁斯兰·伊姆拉诺维奇·哈斯布拉托夫（俄语：Руслан Имранович Хасбулатов，1942年11月22日—2023年1月3日），俄罗斯政治人物，车臣人。

## 早年生平
哈斯布拉托夫出生于车臣格罗兹尼，1944年随全家被迁往哈萨克，后就读于莫斯科大学经济系，于1965年毕业。1966年，哈加入苏联共产党。其后，哈长期在各大院校从事经济学研究工作，他是俄罗斯科学院的通讯院士。
1990年，他以莫斯科普列汉诺夫经济学院教授、经济系主任的身份竞选俄罗斯人民代表成功，进入俄罗斯联邦最高苏维埃，任副主席。次年，他与叶利钦结为盟友，在八一九事变中向其提供坚决的支持，并宣布退出苏联共产党。同年10月，叶利钦辞去俄罗斯联邦最高苏维埃主席一职后，哈斯布拉托夫接任。

## 与叶利钦决裂
苏联分裂后，哈斯布拉托夫认为俄罗斯应当实行议会制，而不是总统制，逐渐与叶利钦产生矛盾。1992年4月，两人的矛盾在俄罗斯联邦第四次人民代表大会上公开化，此后哈同俄罗斯副总统鲁茨科伊成为叶利钦反对派的领袖。
1993年4月25日，俄罗斯举行全民公决，6月，制宪会议召开，叶利钦抢占了政治制高点。8月12日，叶利钦突然宣布将于秋季改选议会，两派开始摊牌。9月1日，叶利钦宣布解除鲁茨科伊的副总统职务，9月21日，叶利钦宣布解散人民代表大会和宪法法院。当夜，哈斯布拉托夫召开最高苏维埃紧急会议，宣布停止叶利钦的总统职务，并由鲁茨科伊代行总统全权，两派彻底决裂，开始武装对抗。

## 莫斯科十月事件
1993年10月3日，议会派及向其效忠的内务部队开始冲击奥斯坦基诺电视塔和莫斯科市政府大楼，叶利钦下令在莫斯科实施紧急状态。次日，政府军实施反攻，炮轰议会大厦，8时发起总攻，很快击溃议会派的抵抗，下午18时，哈斯布拉托夫和鲁茨科伊向政府军投降。

## 退隐生活
1994年2月，俄罗斯国家杜马给与十月事件参與者大赦，哈斯布拉托夫出狱后回到大学重新执教，表示不再从政。车臣战争爆发后，哈斯布拉托夫被主张和谈的一些车臣流亡者推举为领袖，与俄罗斯中央政府展开谈判。2002年莫斯科人质事件期间，哈斯布拉托夫曾经亲自进入现场同车臣恐怖分子进行谈判。2003年，哈斯布拉托夫一度参与竞选车臣总统，但后来在支持率领先的情况下退出竞选。